# Heinrich von Maltzan
Heinrich Karl Eckard Helmuth von Maltzan, född den 7 september 1826 i Dresden, Kungariket Sachsen, Kejsardömet Tyskland, död den 22 februari 1874 i Pisa (genom självmord), var en tysk orientalist.
Heinrich von Maltzan var riksfriherre till Wartenberg och Penzlin,
von Maltzan var en framstående kännare av den feniciska arkeologin samt av de muslimska folkens karakteristiska egenskaper och sociala förhållanden, vilka han sedan 1852 studerade på resor i Medelhavets södra och östra kustländer, äfvensom i Abessinien (1857-58) och Arabien (1860 och 1870-71). Han utgav flera beskrivningar över dessa resor, bland annat Meine Wallfahrt nach Mekka (1865), en livlig och utförlig framställning av en pilgrimsresa, som von Maltzan, förklädd till muslim, 1860 företog från Egypten till Mekka. Detta arbete kompletterade på ett upplysande sätt Burckhardts äldre beskrivning över en liknande färd. von Maltzan utgav även Adolph von Wredes "Reise in Hadramaut" (1873).